# 瓶蓋

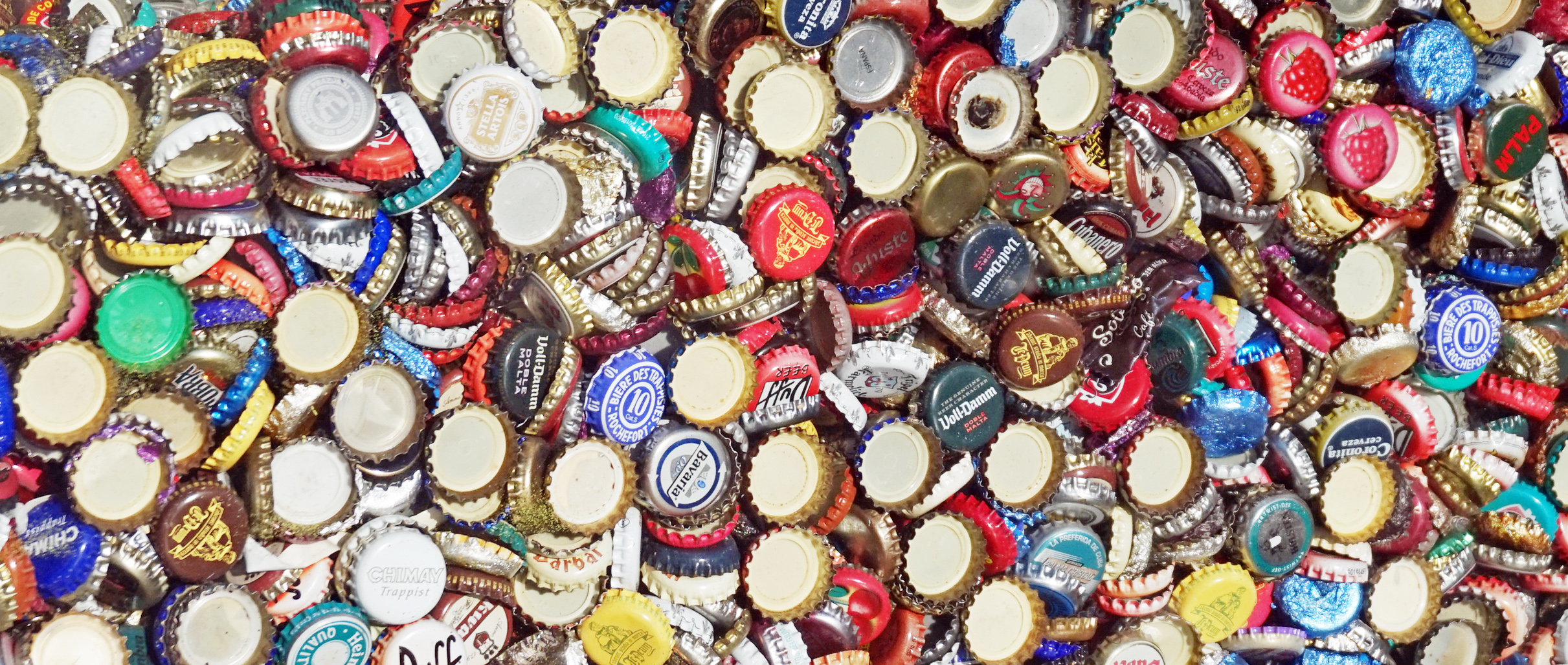
五花八門的瓶蓋

瓶蓋是用於密封瓶口的器物。一般而言，塑膠瓶蓋用於日中常見的塑料瓶，且材質與瓶身塑膠不同；而金屬瓶蓋通常是鋼製的，用於玻璃瓶。瓶蓋上可能會有生產該瓶裝物體的企業標誌。

## 種類

### 皇冠式瓶蓋
皇冠式瓶蓋由威廉·潘特在1892年2月2日於巴爾的摩發明（美國專利468,258），它有21或24個齒和帶紙襯的內底，防止內容物與金屬蓋接觸。現在的款式是21個齒。打開瓶蓋時通常會使用開瓶器。製造它的公司最初名為瓶子密封公司（Bottle Seal Company），但在皇冠式瓶蓋暢銷後改為王冠式瓶蓋與密封公司（Crown Cork and Seal Company），該公司的正式名稱是皇冠控股。
皇冠式瓶蓋是首個成功的消耗品（它可以重複利用、但並不容易）。這啟發了當時還是皇冠公司銷售員的金·坎普·吉列發明一次性剃刀。

### 掀蓋式瓶蓋

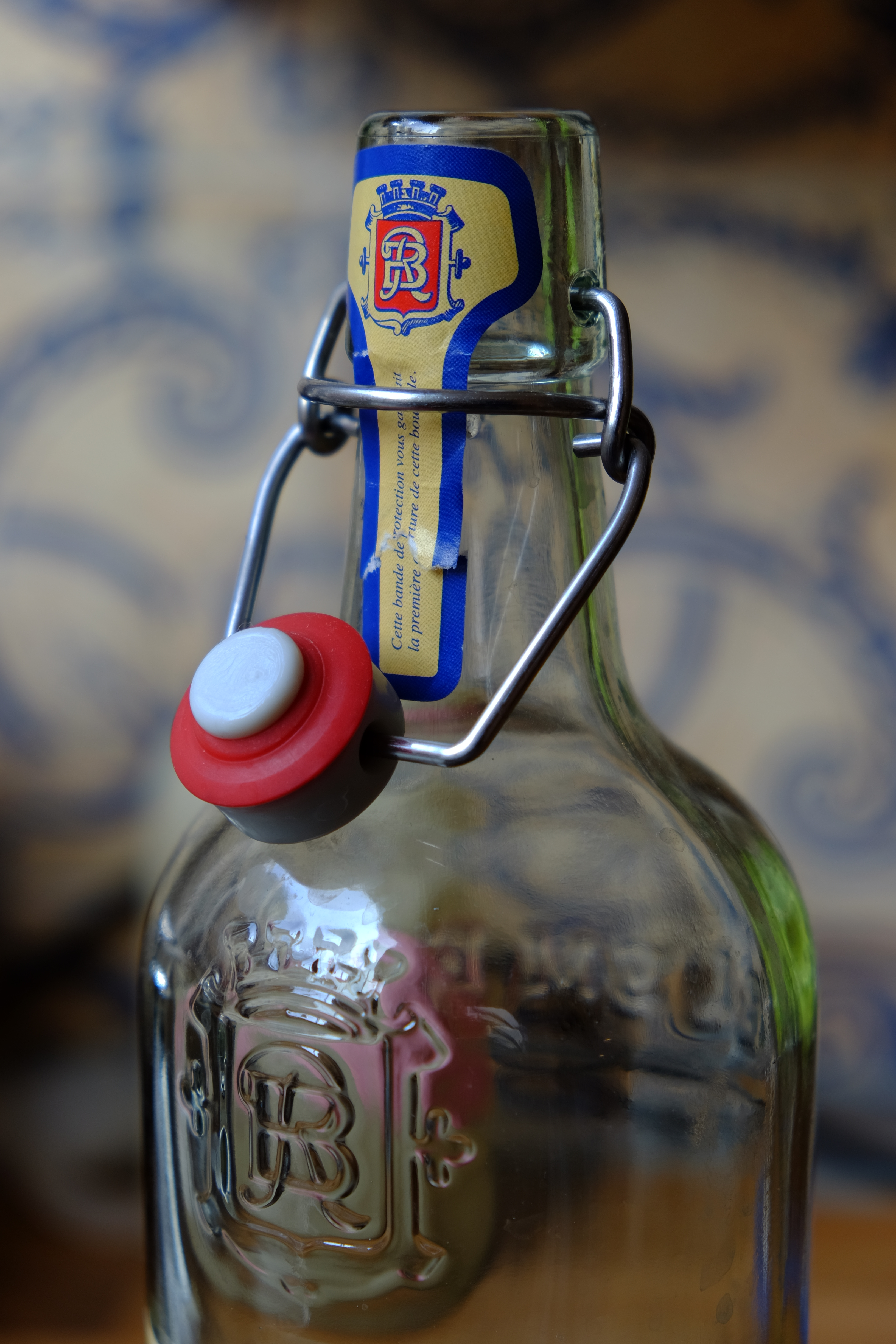
一個開啟的掀蓋式瓶子

透過一組細長的金屬支架讓塑膠或陶瓷製的塞子保持在固定的地方，它可以重複地被開啟或關上，開啟時不必使用器械。在發明軟木塞以前，這是密合碳酸飲料的主要方法，玻璃瓶通常以軟木塞封住，難以徒手開啟。第一個掀蓋式瓶蓋由美國的Charles de Quillfeldt發明，他在1874年11月30日申請專利，專利號碼158406。

### 旋轉式瓶蓋

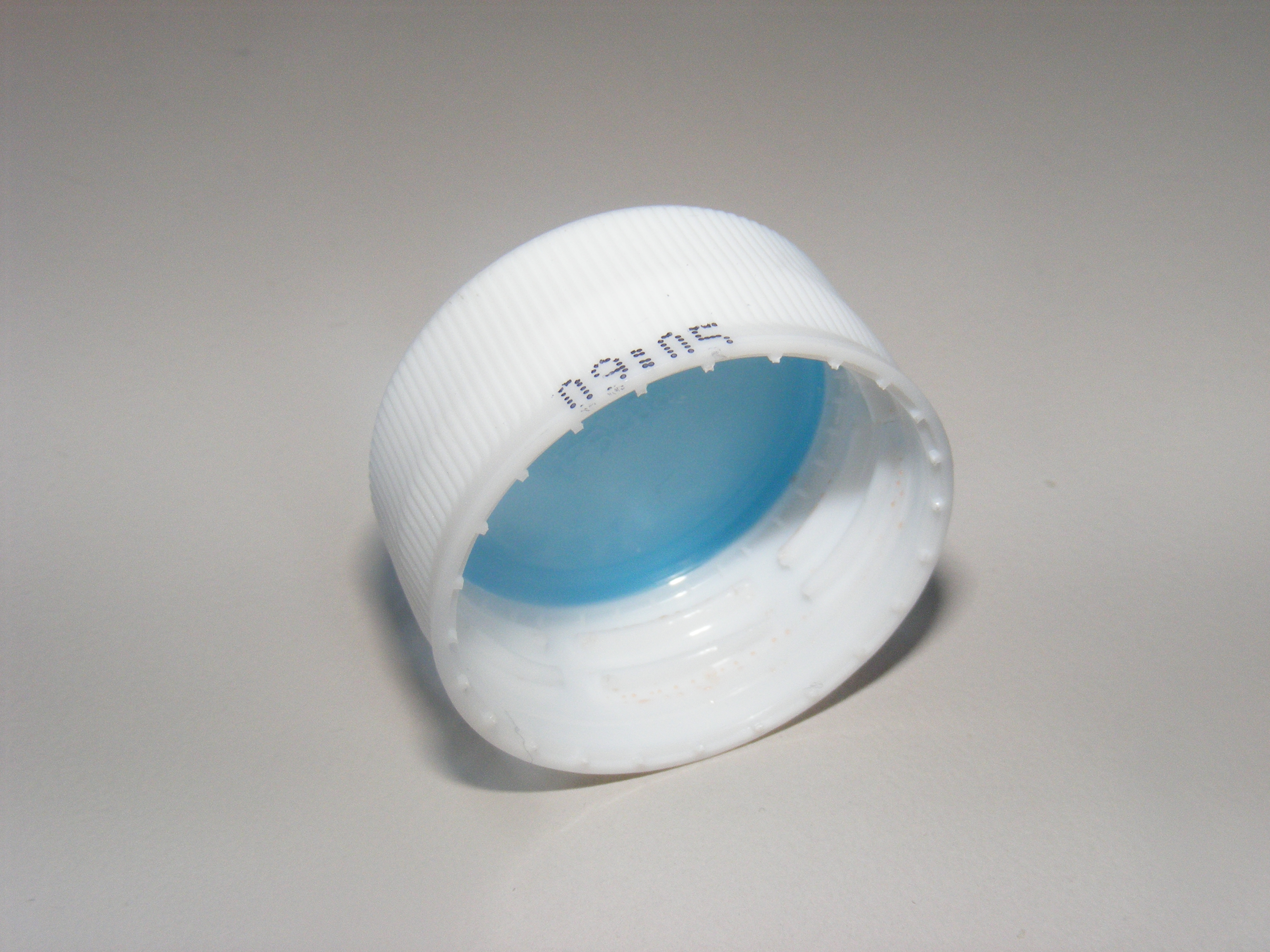
塑膠瓶的瓶蓋，為旋轉式。

旋轉式瓶蓋的內側有螺旋溝槽，透過旋轉的方式開啟和封緊，可以重複運用，開啟時不需要使用器械。一些瓶蓋具有防竄改設計或兒童安全包裝的特徵。兒童安全包裝瓶蓋是要把瓶蓋摁下去才能打開。

### 其它種類

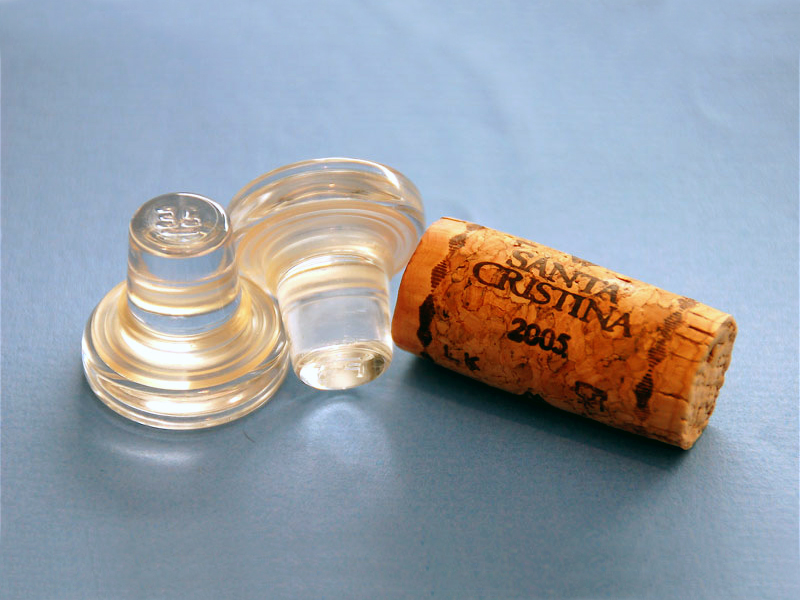
用於酒瓶的玻璃塞和軟木塞。
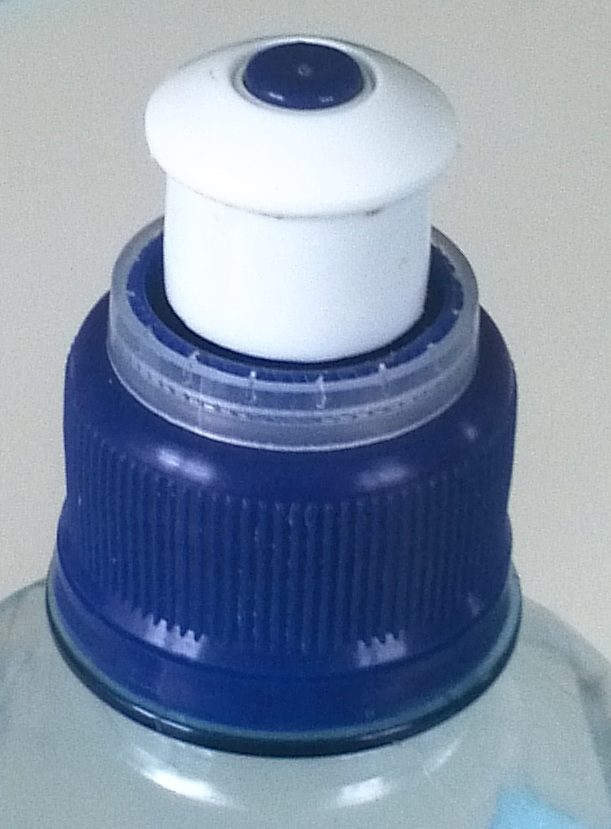
用於密封液體的可活動式瓶蓋，此圖為封閉狀態。
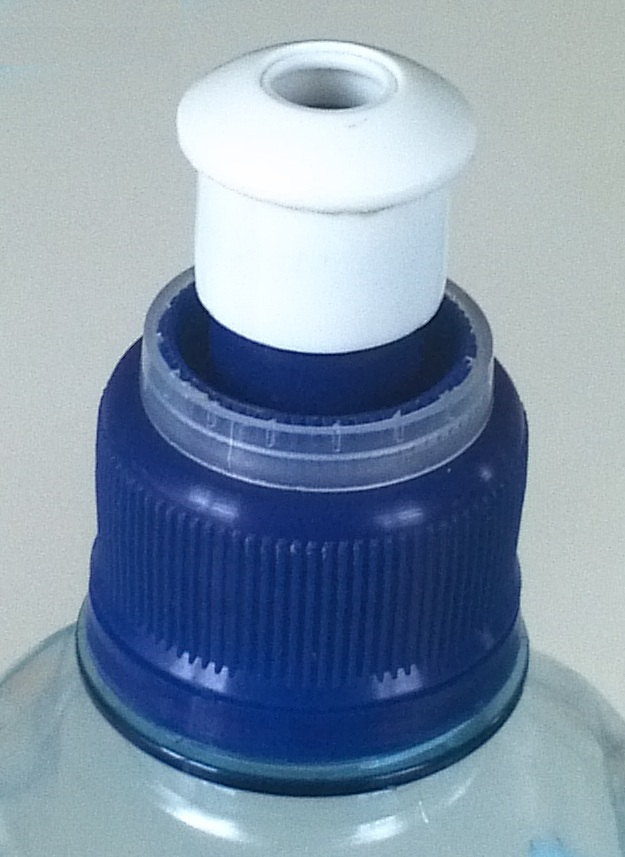
開啟狀態的瓶蓋，液體可以通過中心的藍色區域。
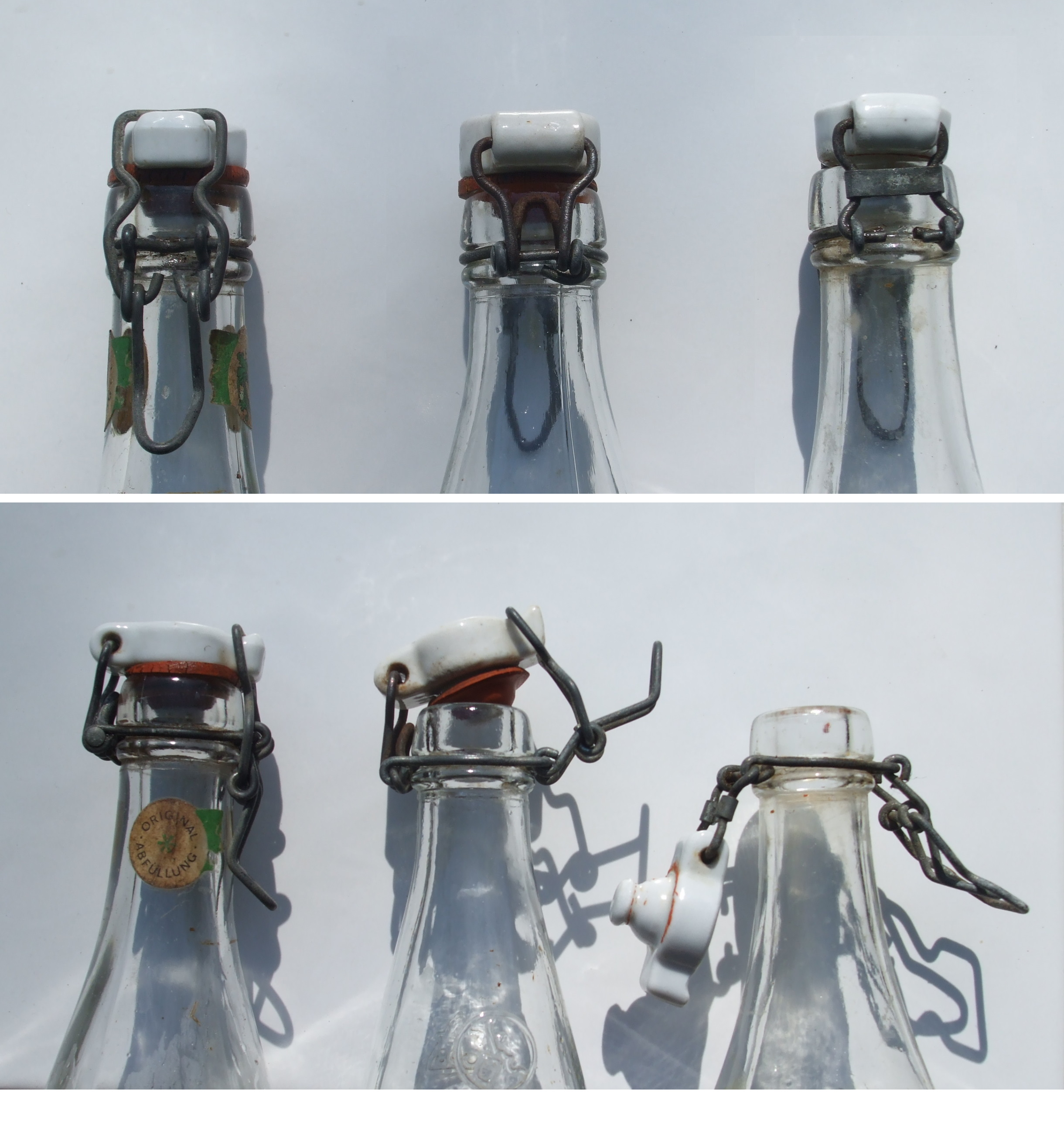
德國礦泉水瓶的瓶蓋。將金屬扣取下後、可以將陶瓷和橡膠製成的瓶蓋打開。
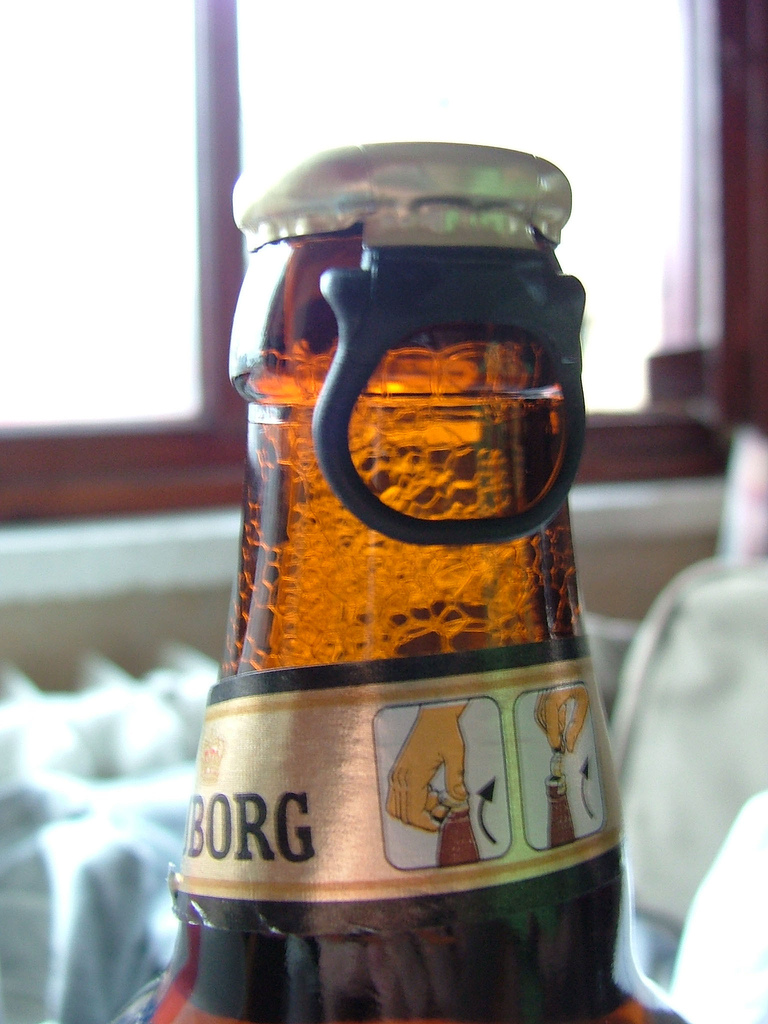
拉環式瓶蓋。瓶蓋附有拉環，開啟時不需要使用工具。

## 用於促銷
瓶蓋的內側可以印刷訊息，由於瓶蓋必須在購買瓶子後才能打開，透過在瓶蓋內印刷獎勵活動訊息、可以增加產品銷售量。可口可乐公司自2006年2月起推出的我的可樂獎勵活動便在瓶蓋內側印上代碼，消費者可以到可口可樂的網站上輸入代碼以獲得點數。每種商品的點數不盡相同。這是可口可樂公司顧客忠誠度營銷企劃的一環。

## 在流行文化中
在角色扮演遊戲《異塵餘生系列》中，蒐集瓶蓋是玩家的一項重要工作。該遊戲的故事背景是由於核子戰爭而引發的輻射汙染的美國，而瓶蓋被荒地上的人民撿拾、蒐集並做為貨幣使用。